# Grytnäs församling
Grytnäs församling är en församling i Tuna kontrakt i Västerås stift. Församlingen ligger i Avesta kommun i Dalarnas län och ingår i Avesta-Grytnäs pastorat. 

## Administrativ historik
Grytnäs församling har medeltida ursprung. 1642 utbröts Avesta församling.
Församlingen var till 1606 annexförsamling i pastoratet Folkärna och Grytnäs för att därefter till 1642 utgöra ett eget pastorat. Från 1642 till 1 maj 1919 moderförsamling i pastoratet Grytnäs och Avesta, därefter till 2014 åter ett eget pastorat. Från 2014 ingår församlingen i Avesta-Grytnäs pastorat.

## Kyrkor
- Grytnäs kyrka